# ویکی‌پدیای ازبکی
ویکی‌پدیای ازبکی، نسخه زبان ازبکی وبگاه ویکی‌پدیا است.
ویکی‌پدیای ازبکی، هم‌اکنون ۲۴ مارس ۲۰۲۵ میلادی، ۱۵۸٬۱۸۷ کاربرِ ثبت‌نام‌کرده، ۱۳ مدیر، و ۲۹۱٬۵۵۷ مقاله دارد و در رده پنجاه‌وسوم ویکی‌پدیاها قرار گرفته‌است.